# Luchthaven N'Dolo
Luchthaven N'Dolo (IATA: NLO, ICAO: FZAB), is de tweede luchthaven van Kinshasa (Congo-Kinshasa), in de gemeente Barumbu.
Op de startbaan mogen vliegtuigen landen tot een gewicht 15.000kg, dit vanwege de crash met een Antonov An-32, die van de baan af schoot de markt op.

## Luchtvaartmaatschappijen
- Air Kasai
- Air Serv International
- Air Tropiques
- Filair
- Kin Avia
- MAF
- Malu Aviation